# Rofrano
Rofrano Proviene dal nome latino di persona Rufrius o Rufrae a cui è stato aggiunto, nel tempo, il suffisso -anus che indica proprietà. fonte https://www.comuni-italiani.it/065/109/mappa.html (Rufranu in dialetto cilentano meridionale) è un comune italiano di 1 237 abitanti della provincia di Salerno in Campania.

## Geografia fisica
Il comune di Rofrano è situato nella zona meridionale del Cilento, equidistante e in posizione centrale rispetto a altri comuni più grandi solo come Sala Consilina, Vallo della Lucania e Sapri.
Rofrano, come altri comuni cilentani, rientra nel territorio del parco nazionale. 
Il paese si trova lungo la SP18 proveniente da Laurito, che lo attraversa e poco prima di uscirne, si dirama proseguendo da un lato, innestandosi sulla SS18 per Alfano, Torre Orsaia, Policastro e Sapri, e dall'altro per Sanza e Sala Consilina che durante si innesta un'ulteriore strada la quale attraversa tutta la Valle del Mingardo nel versante più alto e raggiungendo Laurino in uno scenario di naturale maestosità paesaggistica.
Il Comune di Rofrano vanta le frazioni e contrade di seguito elencate in ordine di distanza: Tresanti, Provitera, Molino Vecchio, Pozzillo, San Menale, Treppaoli, Borgo Cerreto (frazione parzialmente nel comune di Torre Orsaia) ed una località disabitata conosciuta come Triglio.
Parte del territorio del villaggio di Pruno è compreso nel suo ambito comunale.
- Classificazione sismica: zona 2 (sismicità media), Ordinanza PCM. 3274 del 20/03/2003.

## Storia
Le sue origini risalgono fra il III e il IV secolo e vengono attribuite a dei nobili crociati, allora abitanti nelle prossimità della montagna di Piaggine in un luogo che chiamarono Ruffium (da qui l'antica denominazione di "Ruranu").
A seguito di epidemie (non accertate) e di brigantaggio, l'abitato si spostò avvicinandosi all'attuale ubicazione e cambiando il suo nome in Ruffio, per poi arrivare a Rufra e infine Rofrano (parola riferita alla terra che frana sotto i nemici).
Nel Medioevo il feudo di Rofrano veniva concesso da Roberto il Guiscardo ad uno dei suoi cavalieri. Il relativo castello, ampliato su un maniero preesistente di origine longobardo-bizantina, è tuttora visibile. il portone di accesso, fino all'inizio degli anni ottanta, era sormontato da un fabbricato costituito da muratura con travi di legno intrecciate e riempimento in pietrame, di chiara origine nord-europea. Nelle campagne è possibile ancora imbattersi in vecchi edifici in muratura con balconate in legno, frequenti nelle aree germaniche e nord-europee.
Dal 1811 al 1860 ha fatto parte del circondario di Laurito, appartenente al distretto di Vallo del regno delle Due Sicilie.
Fece poi parte del mandamento di Laurito, appartenente al circondario di Vallo della Lucania.

### Simboli
Lo stemma e il gonfalone del comune sono stati concessi con decreto del presidente della Repubblica del 10 marzo 2014.
Il gonfalone è un drappo di azzurro con la bordatura di giallo.

## Società

### Evoluzione demografica
Abitanti censiti

### Religione
La maggioranza della popolazione è di religione cristiana, appartenente principalmente alla Chiesa cattolica; il comune appartiene alla diocesi di Vallo della Lucania, comprendente una parrocchia, Santi Giovanni Battista e Nicola di Mira
L'altra confessione cristiana presente è quella Evangelica, con una comunità:
- Chiesa pentecostale ADI

## Cultura

### Inchiesta Alimentare 1954
Nel 1954 l'antropologo Massimo Cresta, docente presso la Sapienza di Roma condusse una ricerca sugli stili alimentari degli abitanti di Rofrano, analizzando le abitudini di 226 famiglie sulle 601 che risiedevano nel comune, di cui il 38% viveva in cattive condizioni socio-economiche. La ricerca venne documentata dal regista Virgilio Tosi, su incarico dell'Istituto Nazionale della Nutrizione del Consiglio Nazionale delle Ricerche, in collaborazione con l'Istituto Luce.
Da quegli studi nacque l'interesse nei confronti della cosiddetta dieta mediterranea, ovvero il regime alimentare ricco di cereali e ortaggi tipico della popolazione del Cilento e del Mediterraneo, che presentavano una bassa incidenza di patologie cardiovascolari e gastrointestinali. 

### Madonna di Grottaferrata
La chiesa della Madonna di Grottaferrata sorge sul poggio più alto di Rofrano. Anticamente era un monastero dedicato alla Madonna fondato dai monaci greci basiliani, il cui insediamento a Rofrano è da collocare intorno all’anno mille. Il monastero presentava le caratteristiche di un tempio greco. Il nome dell’odierna chiesa è da collegare al santuario di Grottaferrata, anch’essa di origine basiliana e fondata dal monaco San Nilo, il quale dopo tanto peregrinare da Rossano, attraversando i territori della Campania raggiunse Roma. In un documento, conosciuto come Crisobollo di Ruggero II, del 1131 si rinvengono le prime notizie del rapporto tra Rofrano e il comune in provincia di Roma. Il documento fa riferimento alla concessione fatta a Leonzio, abate della Madonna di Grottaferrata, della chiesa di S. Maria di Rofrano con l’annesso feudo. Re Ruggero II concesse anche il diritto di asilo e di giurisdizione criminale sul monastero.
La storia della Chiesa della Madonna di Grottaferrata era quasi sconosciuta finché il Canonico Ronsini in una cronaca del 1873 e anni dopo, Monsignor Pasquale Allegro, entrambi originari di Rofrano, contribuirono agli studi e alla conoscenza dell’antico monastero nonché del territorio.
La tradizione popolare narra del ritrovamento tra da parte di alcuni contadini di una statuina della Madonna nascosta tra le sterpaglie, la quale chiese loro di erigere una chiesa. I fedeli cominciarono a scavare ma, all’indomani, le buche scavate erano sempre ricoperte di terra vanificando il loro lavoro. I contadini allora la supplicarono affinché fosse lei ad indicare il punto esatto ove volesse vedere sorgere la chiesa. Fu così che il 15 agosto, nel paesello, nevicò solo nel punto in cui oggi sorge la badìa. I fedeli lo considerarono un segno della volontà della Madonna. La chiesa viene festeggiata l'8 Settembre. Un'importante celebrazione viene svolta anche presso la comunità di Rofranesi di Melbourne.

## Economia
L'economia è principalmente basata sull'edilizia; seguono le attività commerciali, l'allevamento, la pastorizia, pochi artigiani, alcune strutture ricettive e l'agricoltura, prevalentemente ad uso e consumo privato. Negli ultimi anni l'effetto della crisi ha messo in difficoltà il settore edilizio, che garantiva una fonte di reddito per numerose famiglie. Nel 2006, in una classifica dei comuni campani, Rofrano si posiziona all'ultimo posto tra quelli più poveri, con appena 6901 € pro capite.

## Infrastrutture e trasporti
Le infrastrutture presenti sono quelle tipiche di un paese di collina, le strade presentano pochi tratti rettilinei e spesso sono soggette a smottamenti.
I trasporti pubblici sono della locale e storica ditta Lettieri, un tempo Loguercio.
I collegamenti sono per Salerno, Sala Consilina, Sapri e Vallo della Lucania.

### Strade
- Strada provinciale 18/a Innesto SS 18-Laurito-Rofrano.
- Strada provinciale 18/b Rofrano-Sanza.
- Strada provinciale 93 Rofrano-Ponte Trave.

## Amministrazione

### Sindaci
| Periodo        | Periodo        | Primo cittadino    | Partito                       | Carica  | Note |
| -------------- | -------------- | ------------------ | ----------------------------- | ------- | ---- |
| 23 aprile 1995 | 13 giugno 1999 | Francesco Lettieri | centro-sinistra               | Sindaco |      |
| 13 giugno 1999 | 12 giugno 2004 | Giuseppe Viterale  | centro-sinistra               | Sindaco |      |
| 13 giugno 2004 | 6 giugno 2009  | Giuseppe Viterale  | lista civica                  | Sindaco |      |
| 7 giugno 2009  | 25 maggio 2014 | Antonio Viterale   | lista civica                  | Sindaco |      |
| 25 maggio 2014 | in carica      | Nicola Cammarano   | lista civica Cambiamo Rofrano | Sindaco |      |

### Altre informazioni amministrative
Il comune fa parte della Comunità montana Bussento - Lambro e Mingardo
Le competenze in materia di difesa del suolo sono delegate dalla Campania all'Autorità di bacino regionale Sinistra Sele.